# Burnin Red Ivanhoe
I Burnin Red Ivanhoe sono una rock-band danese, fondata a Copenaghen da Karsten Vogel nel 1967. 
A volte sono citati come Burnin' Red Ivanhoe.

## Storia
Il 22 maggio 1967 la band si esibiva al Munkekælderen (club di Copenaghen) come ”M/S Mitte – The Burnin Red Ivanhoes”. Il debutto ufficiale arriva il 14 dicembre del 1968 al Brøndby Pop Club come spalla agli Spooky Tooth. Il concerto suscitò commenti tanto positivi da fargli ottenere un contratto con una casa discografica, e nell'estate del 1969 uscì ”M144”. Le registrazioni non suscitarono ammirazione soltanto in Danimarca, ma anche in Germania e in Inghilterra e la band fu la prima, tra quelle scandinave, ad ottenere successo internazionale. La band fece diversi  tour all'estero e in Danimarca, ma il 10 aprile del 1972 si sciolse.
I Burnin Red Ivanhoe si sono riuniti diverse volte, ogni volta con concerti e conseguenti album. La Band praticava una commistione di free jazz, blues e hard rock, realizzati fondendo canzoni melodiche e strumentali con composizioni più complesse di lunga durata. I dischi realizzati tra il 1969 e il 1974, considerati i migliori della loro produzione, uscirono per la Sonet (non tutti, ad oggi, sono stati ripubblicati in cd).

## Formazioni
- La formazione originale era composta da:

Karsten Vogel (sax alto e soprano), Steen Claësson (chitarra e voce), Steen Lange (basso), Bo Thrige Andersen (batteria)
- Dal 1970 la formazione divenne stabile e composta da:

Karsten Vogel (sax e organo), Kim Menzer (flauto, trombone, armonica, voce), Ole Fick (chitarra e voce), Jess Stæhr (basso), Bo Thrige Andersen (batteria)
- Dal 1991 fu composta da:

Karsten Vogel (sax e organo), Kim Menzer (flauto, trombone, armonica e voce), Ole Fick (voce e chitarra), (Al basso si alternarono Jon Bruland, Michael Friis, Assi Roar e Louis Winding), Klaus Menzer (batteria), Janne Eilskov (ospite come voce solista)
- Dal 2009 è composta da:

Karsten Vogel (sax e organo), Kim Menzer (flauto, trombone, armonica, didgeridoo e voce), Ole Fick (voce e chitarra), Assi Roar (basso), Kasper Langkjær (batteria)

## Discografia
- M144, 1969, LP
- De Danske hjertevarmere, 1969, EP
- Burnin Red Ivanhoe, 1970, LP
- 6 Elefantskovcikadeviser (con Poul Dissing), 1971, LP
- W.W.W., 1971, LP
- Miley smile/Stage recall, 1972, LP
- August gyldenstjerne, 1973, singolo
- Burnin live, 1974, MC/LP
- Right on, 1974, LP
- Shorts, 1980, LP
- Lack of light, 1998, CD
- Live 1970-74 (Dust & Scratches), 2009, CD